# George Homoștean
George Homoștean, uneori Gheorghe Homoștean, (n. 19 iunie 1923, Deva, România – d. 21 decembrie 2016, Alba Iulia, România) a fost un om politic român, membru de partid din 1947,  fost prim-secretar PCR al județului Alba (1968-1977),
fost ministru de interne în perioada comunistă. George Homoștean a fost deputat în Marea Adunare Națională în sesiunile din perioada 1969 -1989. 
La data de 31 decembrie 1989 a fost rechemat din calitatea de ambasador extraordinar și plenipotențiar al României în Republica Socialistă Cehoslovacă.
În data de 26 aprilie 2010 președintele Traian Băsescu i-a acordat Ordinul Virtutea Militară, pe care i l-a retras în 21 mai 2010, după ce a fost făcută publică activitatea sa de poliție politică, respectiv condamnarea sa pentru instigare la omor deosebit de grav.
Andrei Ursu, fiul disidentului anticomunist Gheorghe Ursu, a declarat într-un interviu acordat Revistei 22 că Gheorghe Homoștean s-a aflat în spatele uciderii tatălui său.
În ianuarie 2016, Parchetul General i-a cerut președintelui Klaus Iohannis aviz pentru urmărirea penală a lui George Homoștean în dosarul morții lui Gheorghe Ursu.
În 1981 a fost implicat în capturarea și asasinarea celor trei teroriști din Acțiunea „Autobuzul”.
George Homoștean a fost condamnat la 14 ani de închisoare în 1993 pentru coordonarea asasinării protagoniștilor din operațiunea ”Autobuzul”.
A fost arestat la data de 26 ianuarie 1993 și eliberat la data de 15 aprilie 1994, prin amnistiere, conform Decretului 11/1988.
Ulterior, prin decretul prezidențial 952 din 27 noiembrie 2002, la propunerea Ministerului Justiției, a fost grațiat iar restul de pedeapsă a rămas neexecutat.
Pe data de 1 august 2016, procurorii militari ai Secției Parchetelor Militare din cadru Parchetului de pe lângă Înalta Curte de Casație și Justiție au dispus trimiterea în judecată a inculpatului George Homoștean pentru complicitate la săvârșirea de infracțiuni contra umanității. 

## Distincții
- Ordinul „Steaua Republicii Populare Romîne” clasa a V-a (12 august 1959) „pentru merite deosebite în opera de construire a socialismului”[8]
- Medalia „40 de ani de la înființarea Partidului Comunist din Romînia” (6 mai 1961) „pentru merite în activitatea de partid și întărirea regimului democrat-popular”[9]
- Ordinul „Steaua Republicii Populare Romîne” clasa a IV-a (4 aprilie 1962) „pentru merite deosebite în munca de colectivizare a agriculturii și întărirea economico-organizatorică a gospodăriilor agricole colective”[10]
- Ordinul „23 August” clasa a IV-a (25 decembrie 1967) „pentru merite deosebite în opera de construire a socialismului, cu prilejul celei de-a XX-a aniversări a proclamării Republicii”[11]
- Ordinul Muncii clasa a II-a (4 mai 1971) „cu prilejul aniversării a 50 de ani de la constituirea Partidului Comunist Român, [...] pentru merite deosebite în opera de construire a socialismului”[12]
- Ordinul „23 August” clasa a II-a (7 mai 1981) „pentru rezultatele obținute în îndeplinirea cincinalului 1976–1980, pentru contribuția deosebită adusă la înfăptuirea politicii Partidului Comunist Român de făurire a societății socialiste multilateral dezvoltate în patria noastră, cu prilejul aniversării a 60 de ani de la făurirea Partidului Comunist Român”[13]
- Ordinul Muncii clasa I (1983) „pentru contribuția adusă la înfăptuirea politicii partidului și statului de făurire a societății socialiste multilateral dezvoltate în patria noastră, cu prilejul împlinirii vîrstei de 60 de ani”[14]